# Omega1 Aquarii
Omega1 Aquarii (ω1 Aquarii / 102 Aquarii) es una estrella en la constelación de Acuario de magnitud aparente +4,99.
Comparte la denominación de Bayer «Omega» con Omega2 Aquarii, pero no hay relación física entre ambas estrellas.
De acuerdo a la nueva reducción de los datos de paralaje de Hipparcos, Omega1 Aquarii se encuentra a 142 años luz del sistema solar.
Omega1 Aquarii es una subgigante blanca de tipo espectral A7IV, antes catalogada como F0IV.
Tiene una temperatura efectiva de 7516 K, siendo su luminosidad 18 veces superior a la luminosidad solar.
Como otras estrellas análogas, gira sobre sí misma a gran velocidad, aunque diferentes estudios dan un valor entre 86 y 105 km/s para su velocidad de rotación proyectada.
Su masa es de 1,88 masas solares y, con una edad estimada por isocronas de 600 millones de años, está abandonando la secuencia principal.
Omega1 Aquarii evidencia una metalicidad comparable a la del Sol ([Fe/H] = -0,07).
Otros elementos evaluados como oxígeno, silicio, calcio y bario muestran niveles cercanos a los solares, mientras que la abundancia relativa de sodio es inferior a la mitad de la del Sol ([Na/H] = -0,37).